# Farkhonda Hassan
Pour les articles homonymes, voir Hassan.
Farkhonda Hassan (en arabe : فرخندة حسن) est une universitaire égyptienne, professeure de géologie à l'université américaine du Caire, née en 1930 et morte le 30 octobre 2020. Elle est présidente de la Commission sur le Développement Humain et de l'Administration Locale du Conseil de la Choura,.

## Formation
Farkhonda Hassan obtient un Baccalauréat universitaire en sciences en chimie et en géologie à l'université du Caire, une Maîtrise universitaire ès sciences en physique du solide de l'Université Américaine du Caire, et un doctorat en Géologie de l'université de Pittsburgh. Elle est également titulaire d'un diplôme en Psychologie et en Éducation de l'Université Ain Shams en Égypte.

## Carrière
Farkhonda Hassan est co-présidente du Conseil Consultatif sur l'égalité des sexes de la Commission de l'Organisation des Nations unies de la Science et de la Technologie pour le Développement, elle est aussi Secrétaire générale (2001) et membre du Conseil National pour les Femmes en Égypte depuis 2000. En tant que scientifique, femme politique et spécialiste du développement, elle a eu une carrière centrée sur la cause des femmes dans les activités politiques, les services publics, les sciences, les technologies de l'information, le travail social à la base, l'éducation et la culture, et d'autres disciplines. 
Ses affiliations avec des organisations nationales et internationales, des organisations non gouvernementales, des institutions dans la recherche et la connaissance sont orientées vers l'autonomisation des femmes. Hassan a été pour courte période, consultante et experte auprès de plusieurs programmes internationaux et régionaux organisés par diverses organisations des Nations unies telles que le Fonds de développement des Nations unies pour la femme, le Programme des Nations unies pour le développement, l'Institut international de recherche et de formation des Nations unies pour la promotion de la femme et l'UNESCO.
Elle est élue au Parlement égyptien en 1979 et elle a joué un rôle clé dans la mise en place de l'Agence des affaires environnementales égyptienne (Egyptian Environmental Affairs Agency), dans la création de réserves naturelles et dans la promulgation de lois de protection de l'environnement.

## Prix et distinctions
Farkhonda Hassan est décorée de l'Ordre National du Mérite en Arts et Sciences, première classe, par le gouvernement égyptien en 1980. 